# Jelena Grubišić
Jelena Grubišić (Zágráb, 1987. január 20. –) bajnokok ligája-győztes horvát válogatott kézilabdázó, kapus. Visszavonulását megelőzően a román CSM București játékosa volt. Mezszáma a 87-es volt.

## Sikerei, díjai
- Román bajnokság
  - Győztes: 2015-16
- Magyar bajnokság: 
  - Ezüstérmes: 2014-15
- Magyar kupa:
  - Győztes: 2015
- Szlovén bajnokság:
  - Győztes: 2010, 2011, 2012, 2013, 2014
- Szlovén kupa:
  - Győztes: 2010, 2011, 2012, 2013, 2014
- Horvát bajnokság:
  - Győztes: 2004
- Horvát kupa:
  - Győztes: 2005, 2007
- Bajnokok Ligája:
  - Győztes: 2015-16
- A Bajnokok Ligája négyes döntőjének (Final4) legjobb játékosa: 2015-16